# Doug McGrath
Doug McGrath (Sydney, Nueva Escocia, 21 de agosto de 1935) es un actor canadiense. Es conocido principalmente por interpretar a Pete, en la película Goin' Down the Road (1970) y en su secuela, Down the Road Again (2011).

## Carrera
Trabajó en cintas canadienses críticamente aclamadas como Wedding in White (1972), The Hard Part Begins (1973), la original Black Christmas (1974), Russian Roulette (1975), y Coming Out Alive (1980). Tuvo un papel de apoyo como profesor de educación física en la comedia de culto, Porky's (1981), y también tuvo papeles en proyectos como The Escape Artist (1982), Twilight Zone: The Movie (1983), la comedia australiana, The Return of Captain Invincible (1983), Always (1989), y Ghosts of Mars (2001).
Durante su temporada laborando en Estados Unidos, apareció en varias cintas junto a Clint Eastwood, entre ellas; The Outlaw Josey Wales (1976), The Gauntlet (1977), Bronco Billy (1980), y Pale Rider (1985).

## Filmografía

### Cine
| Año  | Título                           | Papel                  | Notas                |
| ---- | -------------------------------- | ---------------------- | -------------------- |
| 1970 | Goin' Down the Road              | Pete McGraw            |                      |
| 1972 | The Rowdyman                     | Pat                    |                      |
| 1972 | Wedding in White                 | Billy                  |                      |
| 1973 | The Hard Part Begins             | Al Dawson              |                      |
| 1974 | Black Christmas                  | Sargento Nash          |                      |
| 1975 | Russian Roulette                 | Lars                   |                      |
| 1976 | The Outlaw Josey Wales           | Lige                   |                      |
| 1976 | Cat Murkil and the Silks         | Detective Lambert      |                      |
| 1977 | The Gauntlet                     | Bookie                 |                      |
| 1980 | Bronco Billy                     | Teniente Wiecker       |                      |
| 1981 | Porky's                          | Entrenador Fred Warren |                      |
| 1982 | The Escape Artist                | El fotógrafo           |                      |
| 1983 | Twilight Zone: The Movie         | Larry                  | Segmento: «Time Out» |
| 1983 | The Return of Captain Invincible | Adolf Hitler           |                      |
| 1985 | Pale Rider                       | «Spider» Conway        |                      |
| 1989 | Cold Front                       | Jackie Clearly         |                      |
| 1989 | Always                           | Bus Driver             |                      |
| 1991 | The Rocketeer                    | Reportero #3           |                      |
| 1993 | Quick                            | Motel Deskman          |                      |
| 2001 | Ghosts of Mars                   | Benchley               |                      |
| 2004 | My Brother's Keeper              | Mr. King               |                      |
| 2011 | Down the Road Again              | Pete McGraw            |                      |

### Televisión
| Año  | Título           | Papel    | Notas     |
| ---- | ---------------- | -------- | --------- |
| 1980 | Coming Out Alive | Kirkwood | Telefilme |